# Xe tăng Crusader

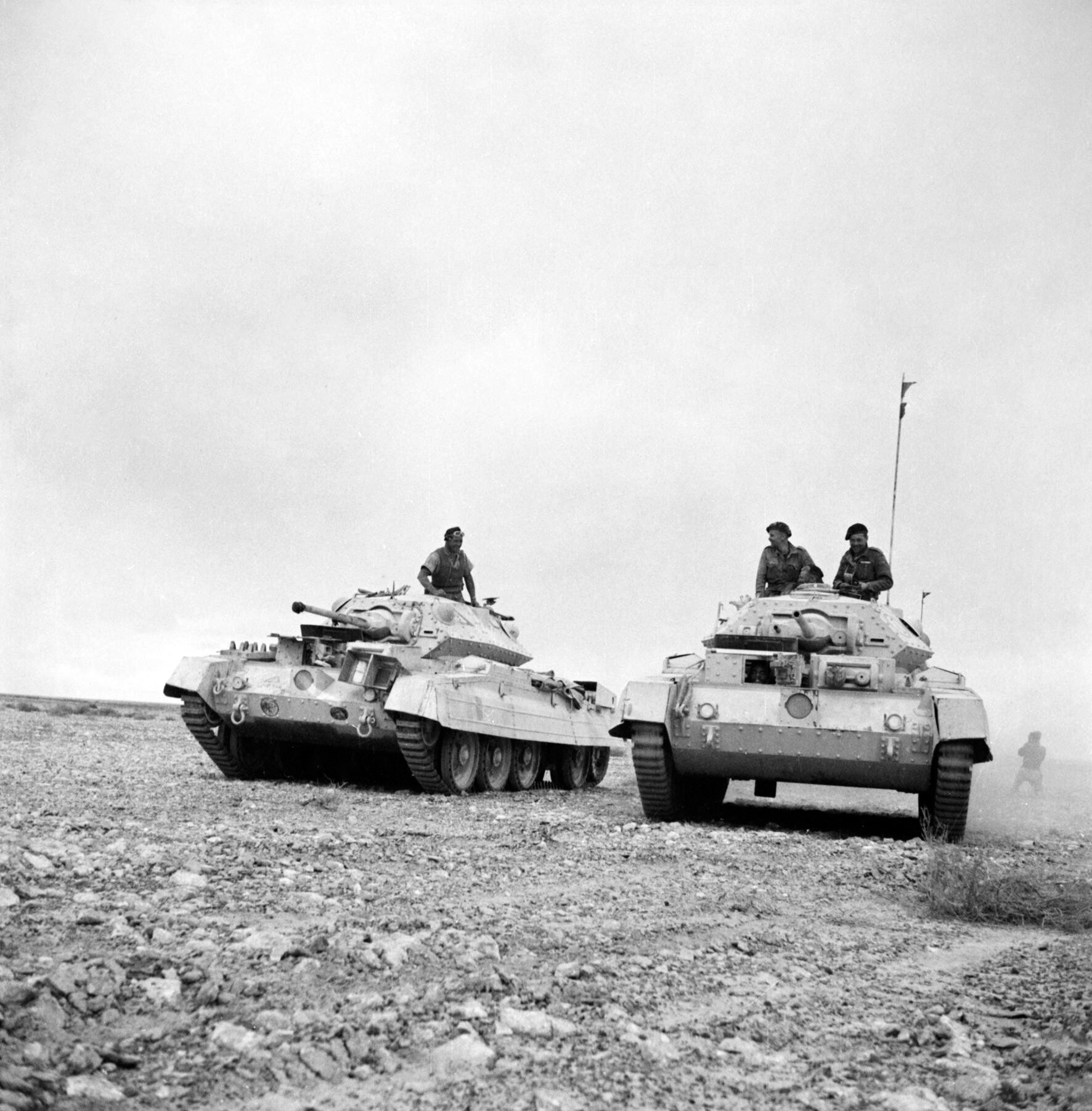
Mk VI "Crusader" tại chiến trận Bắc Phi, 26/11/1941.

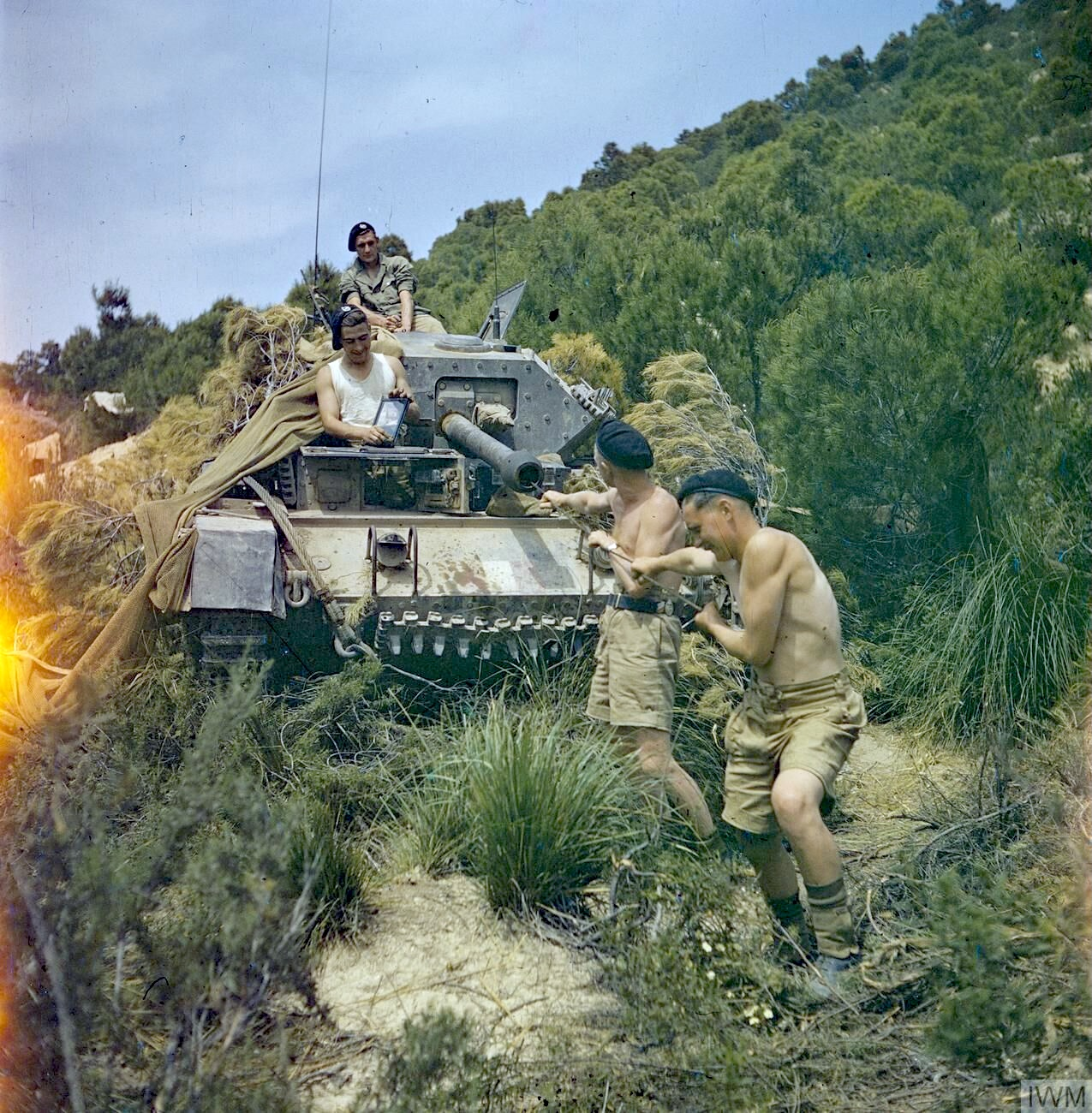
Các lính tăng đang làm sạch nòng pháo 57 mm ở Tunisia

Xe tăng hành trình Mk VI, hoặc A15 Crusader, là một trong loại xe tăng hành trình của Vương quốc Liên hiệp Anh và Bắc Ireland trong giai đoạn đầu Thế chiến thứ hai và có lẽ là quan trọng nhất của Anh trong Chiến dịch Bắc Phi. Sự cơ động của Crusader đã làm cho nó được yêu thích trong lực lượng tăng thiết giáp Anh và pháo chính 57 mm đã làm cho nó có nhiều ưu thế hơn Panzer III và xe tăng Panzer IV mà nó phải đối mặt trong chiến đấu. Cuối năm 1942, do thiếu nâng cấp, trang bị vũ khí nên việc chiến đấu đã được thay thế bằng xe tăng Cromwell.

## Thiết kế và phát triển

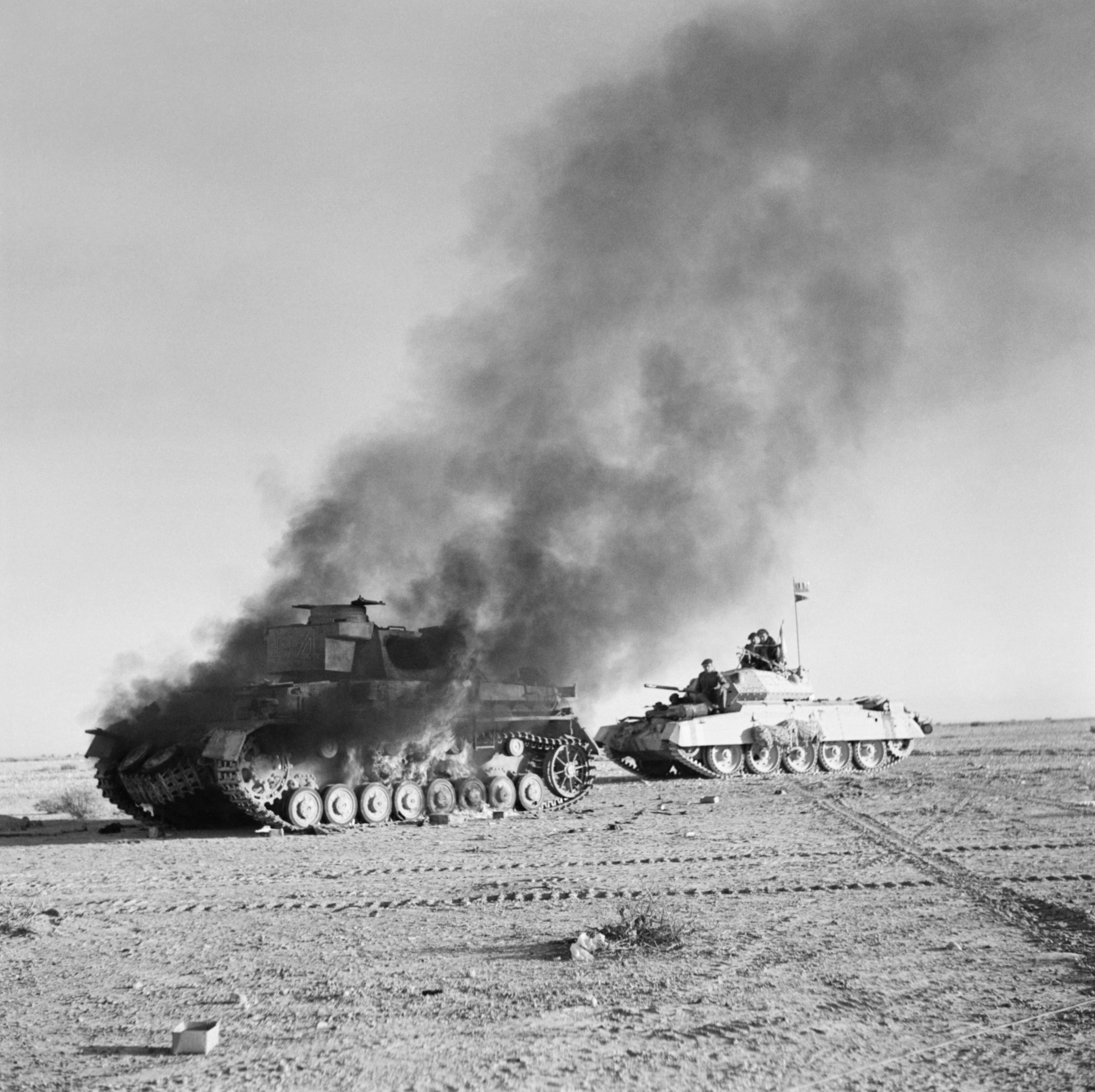
Xe tăng Crusader của Anh vượt qua 1 chiếc Pzkw Mk IV của Đức đang cháy vào ngày 27 tháng 11 năm 1941.

Năm 1938, Nuffield Mechanization & Aero Limited thiết kế A16, một chiếc xe tăng hành trình dựa trên hệ thống treo Christie. Nhằm tạo một chiếc xe tăng nhẹ hơn và rẻ hơn, Bộ Tổng tham mưu yêu cầu lựa chọn thay thế. A13 Mk III được thiết kế. Vào năm 1939, Nuffield có cơ hội để tham gia vào việc sản xuất. Tuy nhiên các phiên bản A13 Mk không thành công.

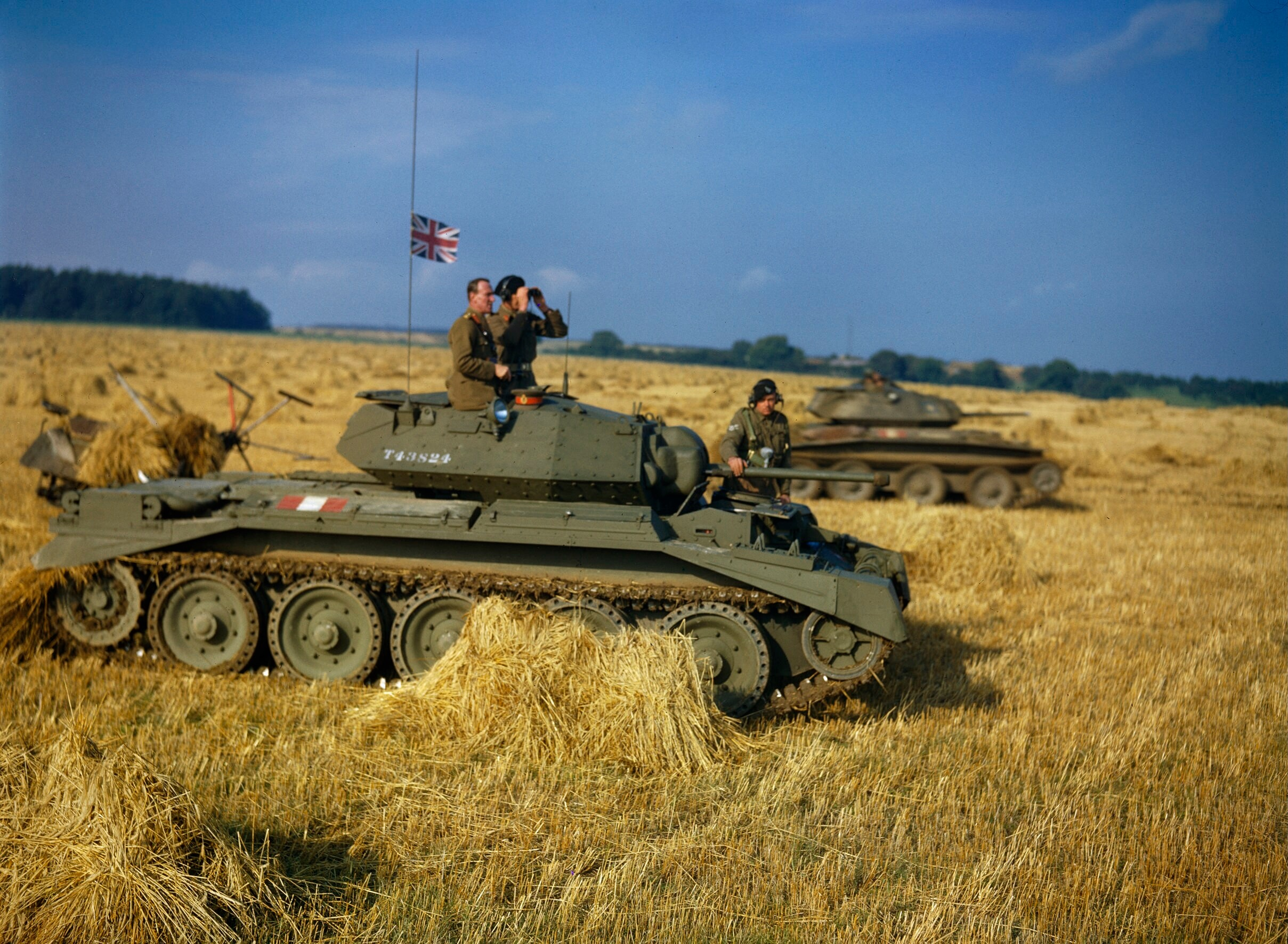
Crusader ở Yorkshire, 1942.

Cả A13 Mk III và A15 thiết kế sử dụng cùng một tháp pháo chính. Tháp pháo là đa giác với các bên dốc để cung cấp tối đa không gian cho tháp pháo. Mùa hè năm 1939, hãng "Naffild" giới thiệu mẫu xe tăng hạng trung A15 với động cơ Nuffield Liberty. Xe tăng này là sự phát triển tiếp sau của A13 Mk III. A 15 có thân dài và thêm một bánh đỡ thứ 5 và được gọi là Crusader Mk I.

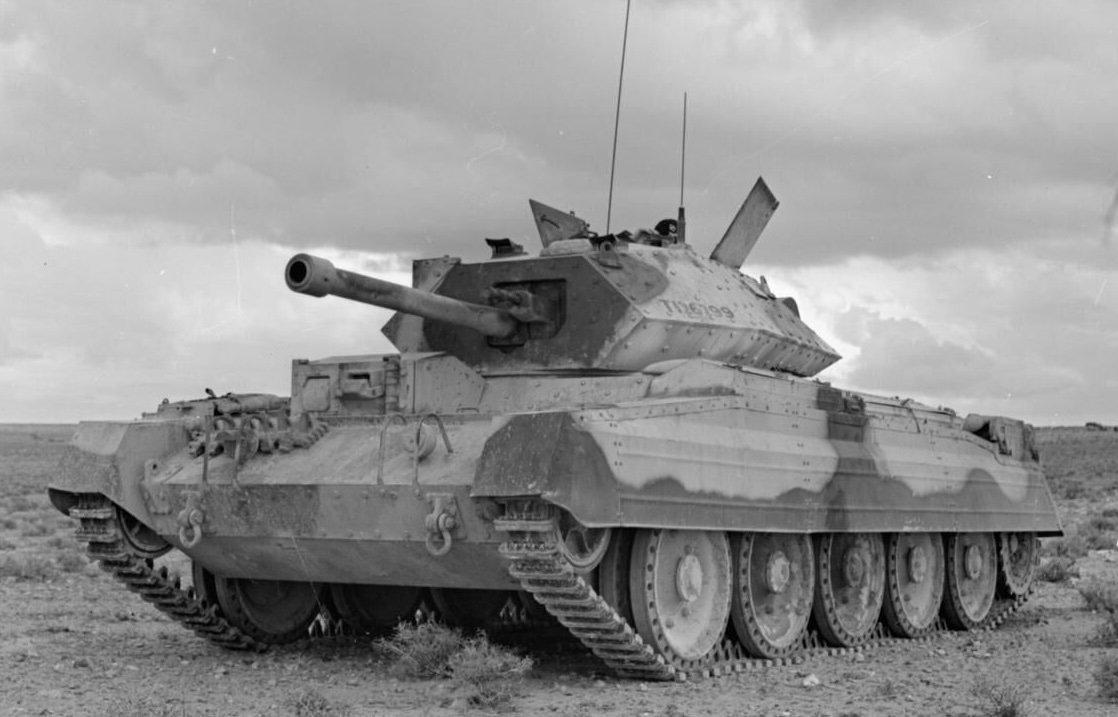
Crusader Mk III.

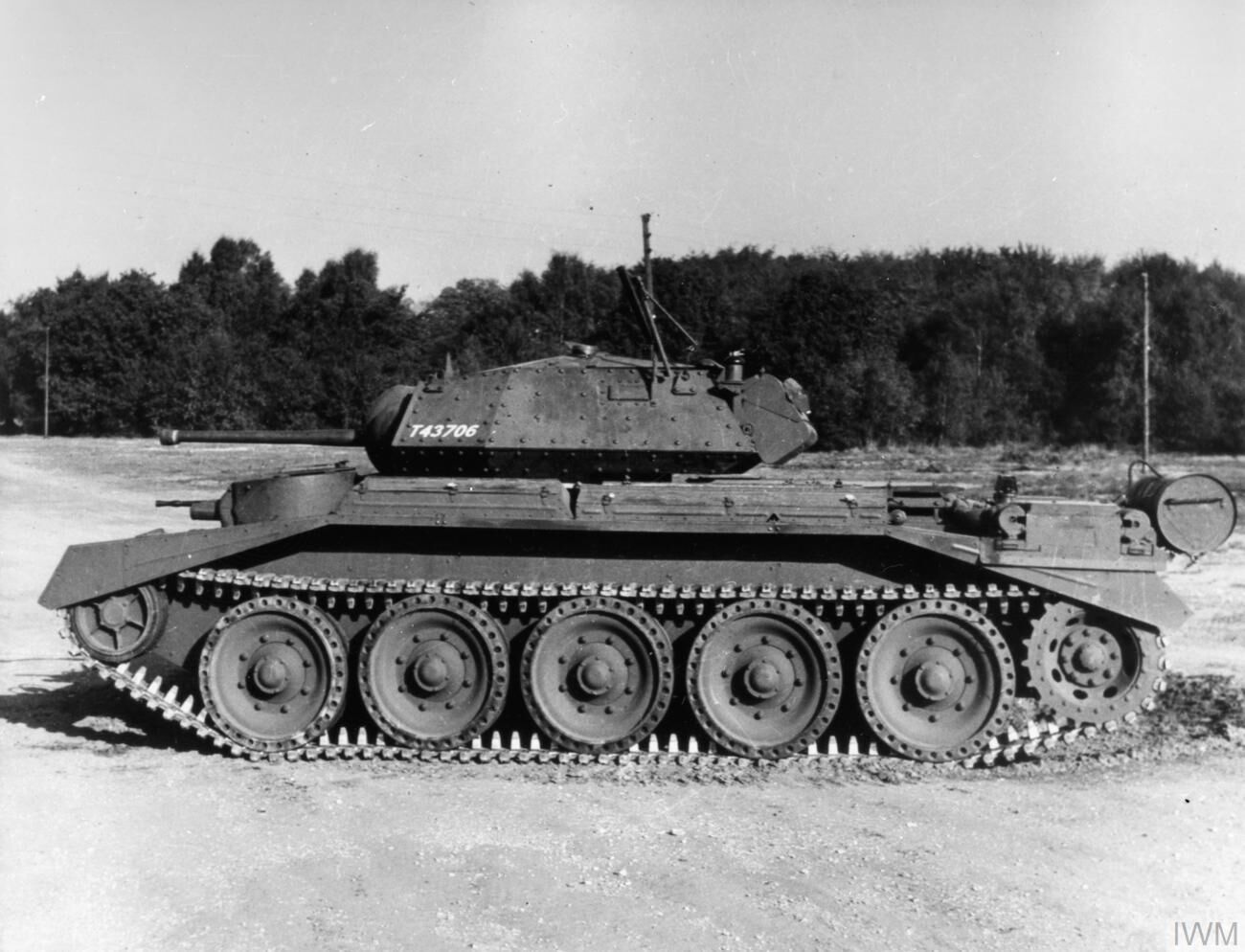
Crusader I. chiếc xe này có tháp pháo phụ.

Thân "Crusader" có khung với các miếng thép liên kết với nhau bằng bu long. Tháp pháo dạng thấu kính nhiều góc và cạnh. Vũ khí chính gồm pháo 40mm, kíp xe 3 người. Vũ khí phụ là súng máy Besa 7,92mm.
Phiên bản Crusader Mk II không có tháp súng máy, còn giáp đầu xe được gia cố. Crusader Mk III pháo chính được nâng cấp lên pháo 57mm (Ordnance QF 6 pounder)pháo này có hệ thống nạp đạn tự động 2 viên. Tháp pháo hai chỗ ngồi nên trưởng xe phải làm thêm nhiệm vụ nạp đạn. Độ dày giáp Crusader Mk III tăng lên 51mm.

## Lịch Sử Tham Chiến

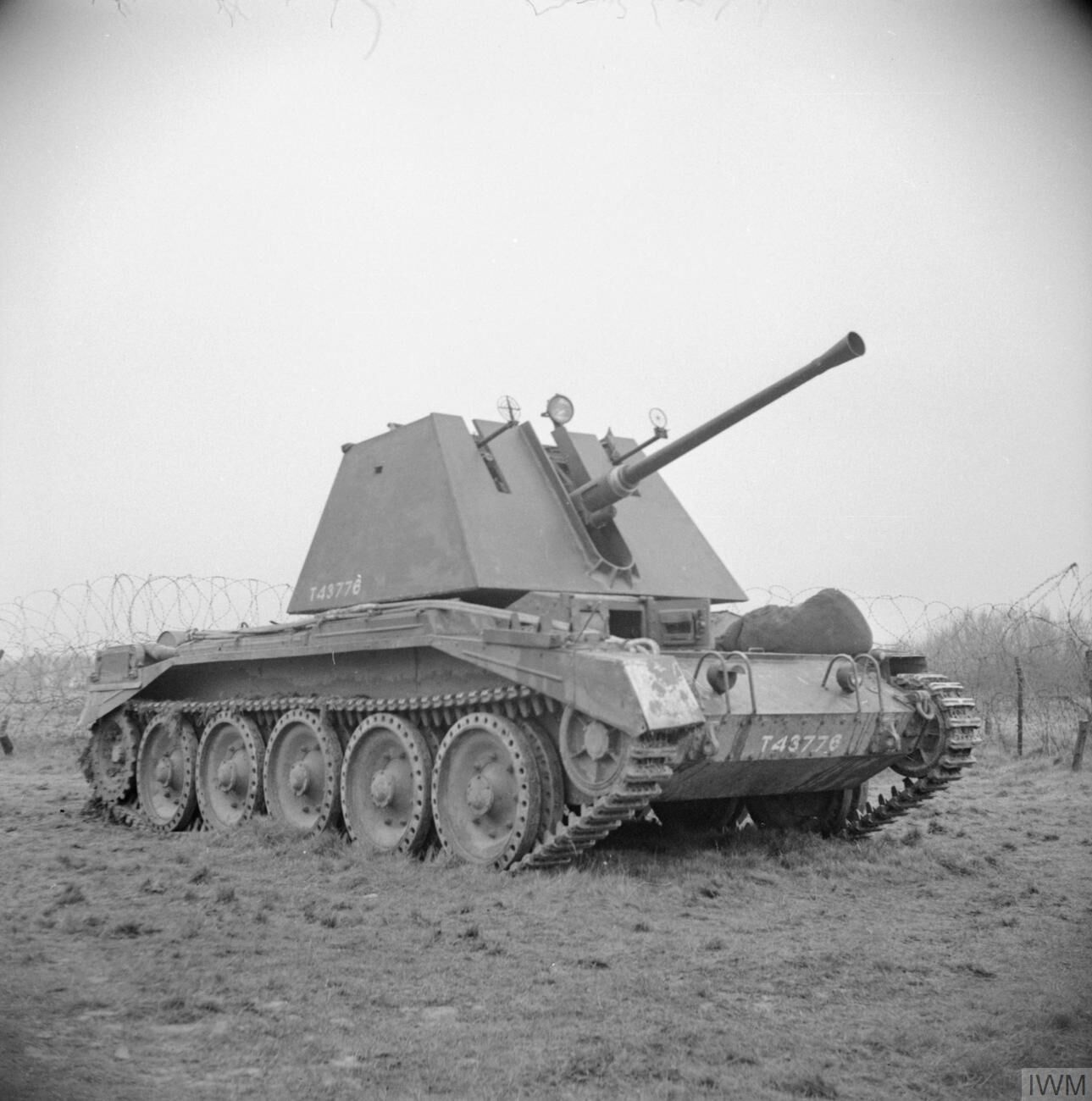
thân tăng Crusader với pháo Bofors 40mm.

Tại mặt trận Bắc Phi, Mk VI Crusader được sử dụng chiến đấu vào tháng 6 năm 1941. Sau khi Erwin Rommel bao vây Tobruk, quân Anh đã đưa Mk VI Crusader vào giải cứu. Nhưng trong các trận chiến, nhiều Mk VI Crusader đã bị bắn hạ bởi các pháo chống tăng 8.8 cm Flak 18/36/37/41 của Đức, nhưng Mk VI Crusader vược trội hơn Panzer III. Sau một thời gian tác chiến nhiều điểm yếu đã xuất hiện làm cho loại xe tăng này sớm ngưng hoạt động.
Vì thế vào năm 1942, dây chuyền sản xuất loại xe này được dừng hoạt động. Còn các xe đang hoạt động thì được chuyển về và chuyển đổi thành các vũ khí phòng không tự hành, với việc được gắn pháo phòng không Bofors 40 mm. Ngoài ra còn nhiều phiên bản các phương tiện khác như xe kéo pháo vv... sử dụng thân Crusader cũng đã được sản xuất.